# Annabergite

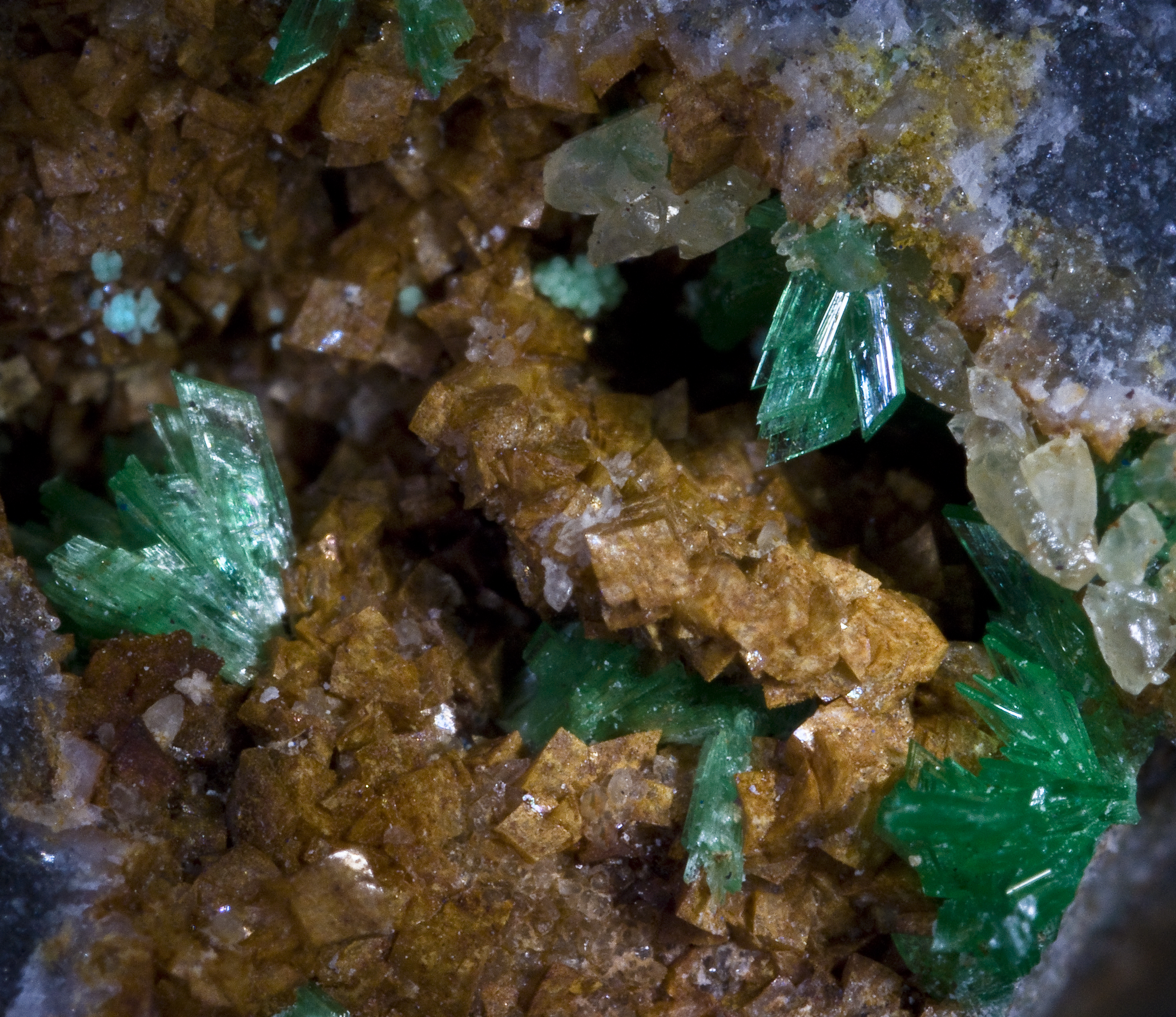
Cristais de annabergite sobre siderite. Lavrion, Grécia

Annabergite é um mineral composto de  arseniato hidratado de níquel, Ni3(AsO4)2·8H2O, que cristaliza no sistema monoclínico, sendo isomorfo de vivianite e eritrite. Os cristais são muito pequenos e raramente encontrados, ocorrendo este mineral geralmente como massas terrosas macias e incrustações. A cor verde maçã é característica, mas pode apresentar-se com cor rosa pálido. Tem risca verde-claro ou branca e dureza entre 1.5 e 2.5.
Conhecido desde 1758 com a designação de ocre de níquel, o nome annabergite foi proposto por H. J. Brooke e W. H. Miller em 1852 com base em Annaberg-Buchholz na Saxónia, uma das localidades-tipo do mineral. 
Ocorre em minérios de níquel, dos quais é um produto de alteração. Existem duas variedades em que o níquel é substituído: cabrerite (de Sierra Cabrera, Espanha) ou annabergite magnesiana e dudgeonite (encontrada por P. Dudgeon em Kirkcudbrightshire, Escócia) ou annabergite cálcica.